# Alexander Mackenzie (politico)
Alexander Mackenzie (Logierait, 28 gennaio 1822 – Toronto, 17 aprile 1892) è stato un politico canadese. Fu il secondo Primo ministro del Canada dal 7 novembre 1873 al 9 ottobre 1878.

## Biografia
Alexander Mackenzie nacque a Logierait, Perth e Kinross in Scozia da Alexander Mackenzie, Sr. e Mary Stewart Fleming. Era il terzo di quattro figli. Nel 1845, sposò Helen Neil (1826-1852) da cui ebbe tre figli. Nel 1853, sposò Jane Sym (1825-1893).